# اقتصاد سیاسی (کتاب)
اقتصاد سیاسی کتابی از رمون بار با ترجمهٔ منوچهر فرهنگ است که در سال ۱۳۶۷ منتشر و در مراسم کتاب سال جمهوری اسلامی ایران به‌عنوان کتاب شایسته تقدیر معرفی شد.